# 赤沙车辆段
赤沙车辆段是广州地铁的车辆基地，位于广州市海珠区黃埔涌以南、赤沙涌以東、华南快速干线西側的三角地塊內。
該車輛段原为8号线车辆段，與8号线磨碟沙站接軌；重建后改屬11號線，分别与龙潭站和赤沙站接轨，為11號線列車提供服務。

## 概述

### 2/8号线时期

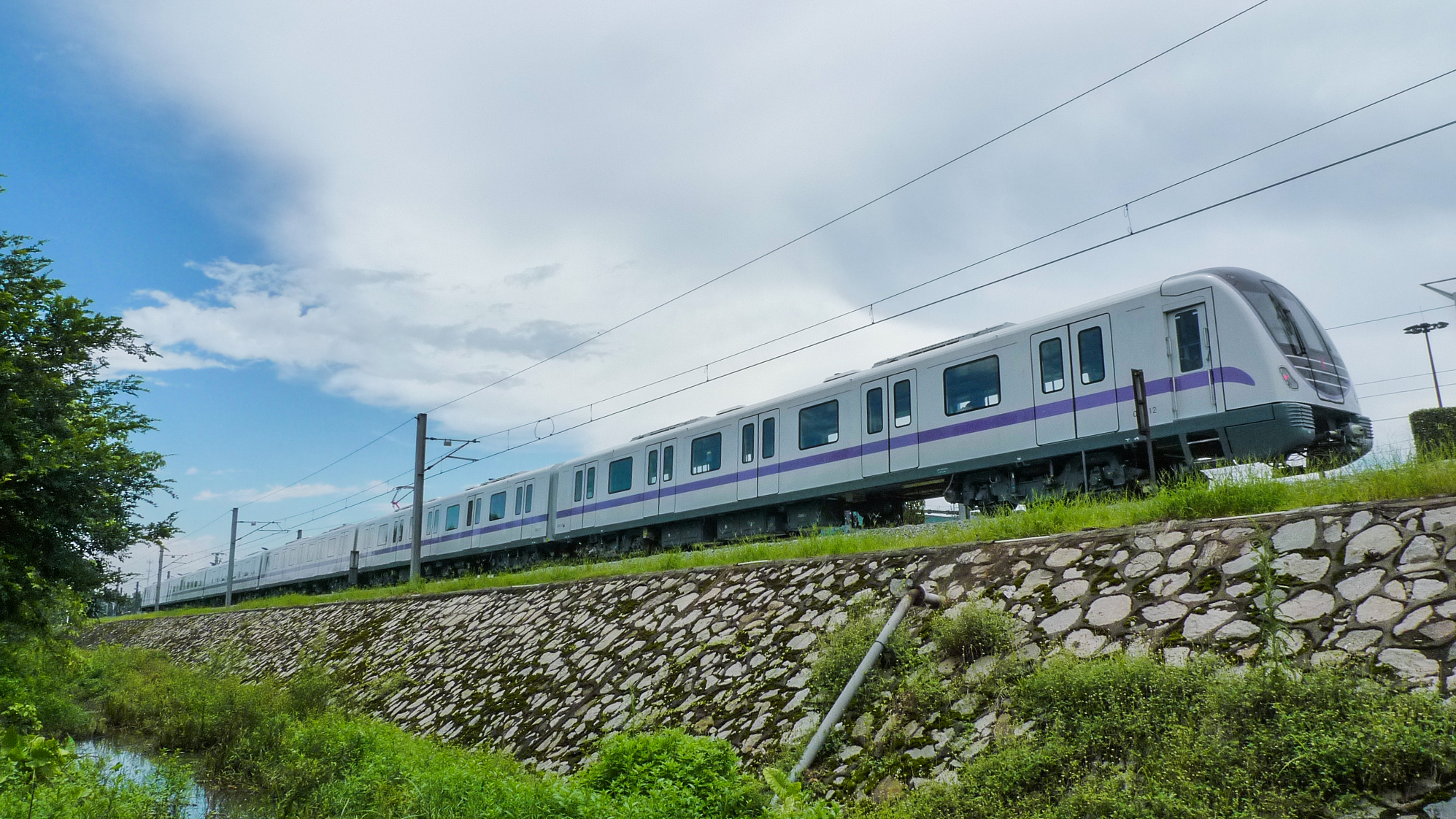
A5型列车停靠于车辆段外（2012年7月）

重建前的赤沙車輛段占地面积33.8公顷，運用庫內停車線可停放26列車，檢修線可停放5列車，共計收容能力34列車。
当时在车辆段西北側預留了地塊，可供未來新建一個運用庫。同時因應當時的規劃，需要預留另一條線路從南端接入車輛段，因此車輛段南端亦預留了一個咽喉區。
廣州市地下鐵道總公司（現廣州地鐵集團有限公司）運營事業總部亦曾設在本車輛段內，後整體搬遷至万胜广场。除与8号线运作相关的业务部门外，赤沙车辆段内还曾驻有广州地铁集团运营事业总部新线建设与筹备中心、广州市公安局公共交通分局、广州地铁大学（党校）等单位。

### 11号线时期

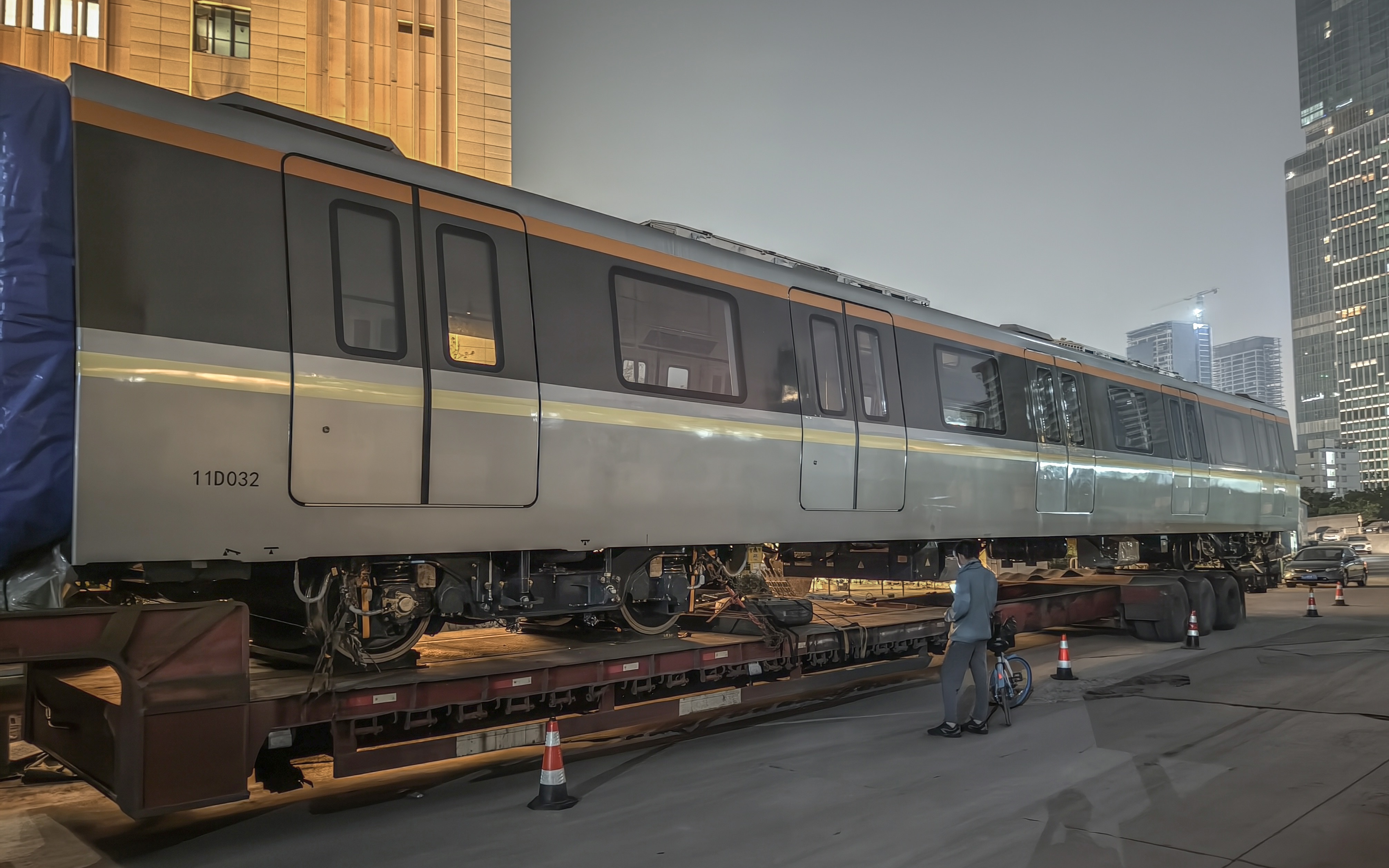
运抵车辆段的A9型列车 11D032 车厢（2024年4月）

考虑到11号线使用8節A型列車且列车总数將多達55列，原赤沙车辆段被完全拆除，然后重建为一座双层车辆段。地面层为车辆段，功能定位为定修段；地下层为停车场。11號線將在車輛段南端接入，地面和地下兩層將分别與龍潭站和赤沙站接軌，其中地面层与两站外环接轨，地下层与两站内环接轨。根据资料显示，重建后的车辆段可停放62列车（远期将扩容为82列车）。
车辆段北端原用于接入8號線的出入段線將改為聯絡線，可供8號線通過車輛段聯通至11號線。车辆段东北侧亦将建设地铁实训基地，其中原8号线入段线将被改造为实训线，运用库与配轨基地间空间设置地上二层岛式车站，并配有1列2编组、采用GoA4级自动驾驶的B型列车。
赤沙车辆段改建工程总占地面积34.5万平方米，总建筑面积36.2万平方米。车辆段上盖包括地铁控制中心、综合楼等单体建筑，综合楼总建筑面积7.6万平方米，控制中心总建筑面积3万平方米，同时车辆段上盖预留商业开发条件。车辆段大量应用装配式建筑，曾获住建部评审为装配式建筑科技示范工程。车辆段西南侧设有配套的地铁车站——赤沙北站。

## 歷史
赤沙車輛段原为2号线的车辆维护与停放基地，于2003年投入使用。自2、8号线拆解后，隨曉港至萬勝圍站一同改屬8號線。3号线开通初期，因廈滘車輛段仍未完工，亦曾借用该车辆段停放列车。A4型、A5型及A6型列車上線投入服務前亦曾在赤沙車輛段進行測試。
11号线规划落实后，地铁方面决定拆除重建赤沙车辆段，将其改属11号线。8号线则计划改用在北延段亭岗站西側增設的白云湖车辆段，为列車提供维保服務。
2020年8月15日凌晨，在最後一列車離開，前往白雲湖車輛段後，赤沙车辆段关闭。自此8号线的收發車和維保作業正式迁移至白雲湖車輛段進行。与此同时，原赤沙车辆段拆除工作正式启动。
2023年12月27日，首列11号线列车进驻赤沙车辆段。2024年3月，车辆段周月检库和试车线完成冷滑试验。同月28日，地面层完成热滑试验，并于30日完成“三权”移交。

## 工业事故
- 2022年4月22日14时30分，一名工人在维修一辆自行走曲臂式高空作业平台时，因未做好支撑固定便开始操作，平台上部结构突然下降，致其身体被挤压，送医后不治身亡[16]。
- 2023年3月24日11时，一名工人在脚手架操作平台进行混凝土浇筑时，混凝土料斗突然倾覆并与其同时坠落，致该工人脑部受重伤[17]。